# Vito d'Ondes Reggio
Vito d'Ondes Reggio (Palermo, 12 novembre 1811 – Firenze, 24 febbraio 1885) è stato un politico, giornalista, patriota e giurista italiano.

## Biografia

### I primi anni
Vito d'Ondes Reggio nacque a Palermo il 12 novembre 1811 da una nobile famiglia di rango baronale: suo padre era infatti il barone Bartolomeo d'Ondes, procuratore nobile del Banco di Sicilia e sergente maggiore della milizia urbana, mentre sua madre, Gioacchina Reggio, apparteneva alla famiglia dei principi di Aci e Catena. Primogenito di ventidue figli (di cui solo sette sopravvissero), a 10 anni fu iscritto al collegio palermitano "Calasanzio", gestito dai padri delle Scuole Pie, dove ebbe come insegnante don Michelangelo Monti, letterato, poeta e professore di eloquenza all'Università di Palermo. Uscito di collegio, nel 1828 si iscrisse alla facoltà di giurisprudenza dell'ateneo palermitano, ottenendo la laurea nel 1832.
L'anno successivo scrisse la sua prima opera, Discorso politico sulla proprietà a fine di conoscere quella delle isole che nascono dal mare, dedicato al suo amico e compagno di studi Emerico Amari (del quale divenne cognato sposando la sorella Dorotea) e ispirato all'emersione, avvenuta due anni prima, nella acque del Canale di Sicilia, dell'Isola Ferdinandea, un isolotto vulcanico emerso e poi inabissatosi nel giro di pochi giorni, la cui sovranità fu rivendicata da ben tre nazioni: Inghilterra, Francia e Regno delle Due Sicilie. Nello scritto, d'Ondes Reggio sosteneva le rivendicazioni siciliane alla sovranità dell'isola, che apparteneva al regno borbonico per diritto di accessione. Ciò fu notato dal ministro della Giustizia Carlo Vecchioni, che decise di assumerlo in magistratura, nominandolo giudice di circondario a Novara di Sicilia, per poi promuoverlo alla pretura di Collesano, di Piana dei Greci e, dal 1837, di Misilmeri. il giovane magistrato siciliano continuò poi la sua carriera, divenendo, dopo essere stato nominato giudice di seconda classe, reggente del tribunale di Catania e, successivamente, di Palermo e di Trapani.
Nella sua veste di magistrato manifestò la sua avversione al regime assolutista e la sua simpatia per le correnti politiche liberali. Socio dal 1840 del Regio Istituto di incoraggiamento di Sicilia, sorto per promuovere le innovazioni economiche dell'isola, Vito d'Ondes Reggio fu denunciato, insieme al cognato Amari e agli amici Francesco Ferrara e Raffaele Busacca dei Gallidoro, per aver propagato idee liberali accanto a quelle di libertà economica. a causa di ciò, oltre che per via delle sue amicizie sospette e dei suoi scritti politici, il magistrato nel 1844 venne allontanato dalla Sicilia e trasferito prima a Lucera, poi a Capua e infine a Chieti.
In questo periodo fu intensa anche la sua attività di giornalista e pubblicista, attraverso la collaborazione con numerose riviste e accademie scientifiche, anche se il suo più importante contributo in questo campo fu la partecipazione al Giornale di statistica per la Sicilia, fondato nel 1836 e redatto insieme ad Amari e Ferrara. Scopo principale di questo foglio, che si ispirava al liberismo classico inglese, era quello di promuovere gli studi di statistica, arricchendo il metodo ideato tempo prima dal giurista e filosofo italiano Gian Domenico Romagnosi; tuttavia esso andò oltre, denunciando la realtà culturale ed economica della società siciliana, segnata da sperequazioni sociali, vecchie e superate consuetudini e un'astratta e rigida imposizione legislativa.

### La rivoluzione siciliana del 1848
La figura politica del magistrato siciliano si delineò in occasione dei Moti del 1848: quando, infatti, il 12 gennaio 1848 la città di Palermo insorse contro il dominio borbonico, dando il via alla cosiddetta Primavera dei Popoli, d'Ondes Reggio lasciò il suo incarico a Chieti e rientrò in Sicilia, partecipando entusiasticamente al nuovo governo costituzionale creatosi sull'isola e venendo eletto membro della Camera dei Comuni del Parlamento siciliano per i collegi di Castelvetrano e di Melilli. Membro della commissione parlamentare incaricata di redigere lo statuto del Regno di Sicilia, basato sulla Costituzione siciliana del 1812 concessa da Ferdinando I di Borbone durante l'esilio palermitano, fu proprio Vito d'Ondes Reggio a leggere il proclama che dichiarava decaduta la dinastia borbonica e un altro nel quale il governo dell'isola veniva affidato a Ferdinando di Savoia-Genova, figlio del re di Sardegna Carlo Alberto di Savoia, con il nome dinastico di Alberto Amedeo I di Savoia. Poco tempo dopo, nell'agosto del 1848 il deputato siciliano fu nominato ministro dell'Interno nel governo del marchese Vincenzo Fardella di Torrearsa, mentre, nel successivo rimpasto governativo, avvenuto nel novembre di quell'anno, ottenne il dicastero dell'Istruzione, carica che mantenne fino al febbraio del 1849. Collaborò attivamente anche al giornale L'indipendenza e la lega, presieduto da Ferrara, il più importante organo di stampa del periodo rivoluzionario siciliano, che propugnava l'indipendenza della Sicilia e la sua federazione all'interno di una confederazione a guida papale. Nel maggio del 1849, dopo che re Ferdinando II di Borbone ebbe completato la riconquista dell'isola, d'Ondes Reggio dovette andare in esilio a Malta insieme a Ruggero Settimo, capo provvisorio del governo siciliano e maggiore esponente della rivoluzione isolana. Dopo un breve ritorno a Palermo, sotto minaccia del ministro della Polizia, Salvatore Maniscalco, il barone siciliano dovette nuovamente andare in esilio, recandosi prima a Genova, dove incontrò i fratelli Andrea e Giovanni, anch'essi coinvolti nei moti siciliani, poi a Torino, divenuta il rifugio sicuro per gli esuli politici italiani in seguito al mantenimento del regime costituzionale da parte del nuovo sovrano sabaudo, Vittorio Emanuele II di Savoia.

### In Piemonte
Nella capitale piemontese Vito d'Ondes Reggio fondò, insieme ad Amari, Ferrara, Terenzio Mamiani e Filippo Cordova Il Giornale dei pubblicisti, una rivista di scienze morali, giuridiche, politiche ed economiche. Poco dopo avrebbe fondato, con Amari e Ferrara, un altro giornale, La Croce dei Savoia, divenendone per un periodo il direttore, mentre collaborò anche con altre riviste, come Rivista italiana e Monitore dei Comuni italiani. Dal punto di vista politico, l'esule siciliano, durante il soggiorno torinese, cominciò a mutare i suoi convincimenti politici, avvicinandosi alla linea moderata di Cavour, primo ministro sardo, e abbandonando l'iniziale dogmatismo rivoluzionario, esponendo le sue nuove teorie politiche in due volumi: Discorsi sulle presenti rivoluzioni in Europa, edito a Torino nel 1850, e Introduzione ai princìpi delle umane società, pubblicato a Genova nel 1856. In queste opere il patriota italiano spiegava il fallimento dei moti popolari europei, specialmente quelli italiani, troppo basati sull'astrattezza rivoluzionaria e democratica, indicando nei Savoia e nel Regno di Sardegna il baluardo costituzionale europeo di fronte alle vecchie monarchie assolute. Nel 1852 d'Ondes Reggio fu incaricato da Cavour di tradurre in italiano l'opera in quattro volumi dello storico inglese Henry Hallam, Storia costituzionale d'Inghilterra, la cui traduzione uscì nel biennio 1854-1855 e alla quale egli aggiunse una premessa, intitolata Discorso sul reggimento politico in Europa dalla conquista barbarica allo stabilimento della feudalità, dove fu celebrata la monarchia costituzionale come migliore forma di governo. Divenuto cittadino sardo, nel 1854 ottenne, tramite concorso, la cattedra di diritto costituzionale pubblico e internazionale all'Università di Genova, dove insegnò per dodici anni: fu in questo periodo che scrisse altre due opere, utilizzate come prolusioni agli anni accademici 1857-1858 (Sulla necessità della restaurazione dei princìpi filosofici in generale e dei morali e politici in particolare, pubblicata a Palermo nel 1860) e 1859-1860, (Su un nuovo metodo d'investigare i veri morali e politici, edito a Genova nel 1859).
In questo periodo cominciò il lento distacco tra il patriota italiano, convinto cattolico, e la politica ecclesiastica del governo, di stampo anticlericale, da lui considerata troppo aggressiva verso la Chiesa. Fu anche molto critico verso il sistema annessionistico operato dal Piemonte tra il 1859 e il 1860, a seguito della seconda guerra d'indipendenza italiana e della Spedizione dei Mille, tramite il sistema dei plebisciti, che egli, convinto sostenitore dell'autonomia siciliana, considerava troppo semplicistico e sregolato, tanto che, nel 1860, dopo la conquista della Sicilia, rifiutò la carica di procuratore generale della Gran Corte dei conti e quella di membro del Consiglio straordinario di Stato, offertagli dal prodittatore Antonio Mordini per cercare di analizzare i problemi della realtà siciliana e applicare le necessarie modifiche all'annessione. Tuttavia, Vito d'Ondes Reggio partecipò alle elezioni politiche del 27 gennaio 1861, venendo eletto deputato all'VIII legislatura del Regno d'Italia per il collegio di Canicattì.

### Nel Parlamento del Regno d'Italia
In questo modo cominciò per il politico italiano una carriera parlamentare che sarebbe durata un decennio, fino al 1870: infatti nel 1865 fu rieletto, sempre nel collegio di Canicattì, per la IX legislatura del Regno d'Italia, ma questa elezione fu impugnata, per vizio di "pressione clericale", dal deputato Venturelli, il quale propose un'inchiesta che venne, però, respinta. Il 5 febbraio 1866, nel corso della stessa legislatura, Vito d'Ondes Reggio fu escluso, per sorteggio, dalla Camera dei deputati per eccedenza del numero dei professori deputati consentito dalla legge. Quindi, per mantenere la carica di deputato, si dimise dalla cattedra dell'università di Genova e poche settimane dopo, il 24 marzo 1866, fu rieletto nel suo collegio e regolarmente convalidato. Nel 1867 ottenne la rielezione a deputato per la X legislatura del Regno d'Italia nel quarto collegio di Palermo.
La sua attività in Parlamento fu alacre e centrata in special modo su due temi: la difesa delle autonomie regionali contro l'accentramento amministrativo dello Stato e la lotta contro la politica ecclesiastica del governo, volta a eliminare i privilegi del clero. Ad esempio nel 1863 presentò un'interrogazione parlamentare sull'applicazione alla Sicilia della Legge Pica, tesa a combattere il brigantaggio meridionale, che secondo lui ledeva i diritti costituzionali dello Statuto Albertino, mentre il 27 marzo 1861 presentò un ordine del giorno che vietasse il discorso di Cavour nel quale si proclamava Roma capitale d'Italia. Nel febbraio 1865 si oppose all'applicazione del matrimonio civile da parte del governo, proponendo senza successo un emendamento che lasciasse liberi i cittadini di contrarre matrimonio secondo i riti della propria fede religiosa, lasciando allo Stato il compito di occuparsi esclusivamente di chi volesse contrarre il solo matrimonio civile. Inoltre d'Ondes Reggio sostenne una dura battaglia parlamentare contro le leggi di liquidazione dell'asse ecclesiastico, emanate tra il 1866 e il 1867, promosse dal governo per incamerare i beni ecclesiastici al fine di risanare il deficit pubblico.
La fine della sua carriera politica coincise con la Breccia di Porta Pia del 20 settembre 1870, quando l'esercito italiano entrò a Roma, decretando la fine del potere temporale della Chiesa. Infatti, in seguito a ciò, il deputato siciliano il 9 novembre di quell'anno presentò le dimissioni, prima della fine della legislatura, orientandosi a favore delle istanze del movimento cattolico intransigente, che faceva sua l'idea del pontefice Pio IX di considerarsi prigioniero dello Stato italiano e di vietare ai cattolici la partecipazione alla vita politica del Paese attraverso la formulazione del non expedit.

### Cattolico intransigente
Divenuto ormai una delle figure chiave del cattolicesimo intransigente, Vito d'Ondes Reggio ha legato il suo nome al I Congresso cattolico italiano, tenutosi a Venezia dal 12 al 16 giugno 1874, durante il quale prevalse la linea più rigida, ovvero quello dell'astensionismo dal voto alle elezioni politiche, come sancito dal non expedit, segno dell'estraneità cattolica al nuovo stato unitario. Sostenne inoltre fortemente la nascita dell'Opera dei congressi e dei comitati cattolici, formatasi nello stesso periodo per promuovere e coordinare le attività delle associazioni caritative cattoliche. La dichiarazione di cattolicesimo intransigente e integrale che fece all'apertura dei lavori fu poi ripresa in tutte le sessioni successive dell'Opera. Fu poi un convinto assertore delle disposizioni papali e attaccò duramente le correnti del cattolicesimo liberale al secondo Congresso, tenutosi a Firenze nel 1875. Al Congresso di Modena, tenutosi nell'ottobre del 1879, si dichiarò contrario all'ipotesi di un partito conservatore cattolico.
Vito d'Ondes Reggio morì a Firenze il 24 febbraio 1885, a 73 anni.

## Vita privata
Vito d'Ondes Reggio si sposò nel 1834 con Dorotea Amari, sorella del suo amico Emerico Amari, la quale a quattro anni dal matrimonio gli diede un figlio, Pietro Bartolomeo. Dopo la morte di Dorotea, spirata nel 1844, il nobile siciliano sposò nel 1867 in seconde nozze Ida Crippa, madre degli altri suoi due figli: Gioacchina (nata nel 1868) e Pio Maria (nato nel 1878).

## Opere
- Discorso politico sulla proprietà a fine di conoscere quella delle isole che nascono dal mare, Palermo, 1833.
- Discorsi sulle presenti rivoluzioni in Europa, Torino, 1850.
- Introduzione ai princìpi delle umane società, Genova, 1856.
- Su un nuovo metodo d'investigare i veri morali e politici, Genova, 1859.
- Sulla necessità della restaurazione dei princìpi filosofici in generale e dei morali e politici in particolare, Palermo, 1860.
- Siciliani miei cari concittadini, Genova, 1861.